# Storforsen
Storforsen, en fors med vattenfall belägen i Piteälven utmed länsväg 374 vid samhället Bredsel lite väster om Vidsel i Älvsbyns kommun. Med dess genomsnittliga vattenflöde på 250 m³/sek och fallhöjden 60 m, utgör den en av de största forsarna i Europa. Den är Europas största oreglerade fors där sammanlagda längden på hela forsen, från start till slut, är 5 km med en total fallhöjd på 82 m. Nedanför Storforsen ansluter Piteälvens största biflöde Varjisån.
Genom byggnader och rensningar under åren 1878-1945 åstadkoms en flottbar älvfåra som användes fram till 1982 då all flottningsverksamhet upphörde i Piteälven. Genom dessa anordningar uppkom också en av forsens stora sevärdheter – ”Döda fallet”, ett område med kala slipade klippor med bäckar och vattensamlingar. Här på klipporna kan man under sommaren se solande och badande människor. Runt ”Döda fallet” finns även många jättegrytor som skapats av sten, vatten och friktion.
Forsområdet med sin strandskog har inrättats som ett naturreservat.
Storforsen fryser aldrig trots temperaturer ner mot minus 40 grader Celsius på vintern. Det minsta uppmätta flödet någonsin är  24 m³/s. Omkring midsommar är vattennivån som högst och uppnår ett vattenflöde på ca 870 m³/s. Vid den extrema översvämningen 1995 var flödet 1200 m³/s. Den 12 maj 2008 var vattenflödet på 729 m³/s och vattnet 2,5 meter under brospannet till bron över Piteälven i Älvsbyn; 1995 var vattennivån vid ett tillfälle endast 23 cm under brospannet.
Det finns även ramper anpassade för funktionshindrade så att man exempelvis med rullstol kan ta sig hela vägen ut till forsen. I området finns även ett skogsbruks- och flottningsmuseum. Platsen är en populär besöksplats som besöks varje år av ca 180 000 personer.
Förutom den mäktiga forsen har området också en rik flora med växtarter som till exempel norna och guckusko, linnéa, nyponros och de köttätande växterna tätört och sileshår (storsileshår & rundsileshår). Även djur som utter och fiskyngel av öring förekommer i området.
Mellan åren 2009 och 2011 upprustades infrastrukturen i naturreservatet. Exempelvis mer anpassning för funktionshindrade, upprustning av spänger och en förlängning med cirka 100 meter av bron som går över Varjisån mellan Storforsens hotell och foten av forsen.
Sedan 2009 är det en julmarknad vid forsen. Från och med 2015 är julmarknaden flyttad till den första advent. Storforsens julmarknad arrangeras av "Storforsens ideella kulturförening".

## Kapellet
Storforsen kapell ligger vid foten av Storforsen. Kapellet invigdes i februari 2006 av biskop Hans Stiglund i Luleå stift. Kapellet ägs av Hotell Storforsen och är ett invigt kyrkorum i Svenska kyrkan. Altartavlan består av ett fönster med utsikt mot Storforsen. Ursprungsskissen till kapellet är gjord av Hilding Holmquist, Pite Havsbad Groups ägare.

## Galleri

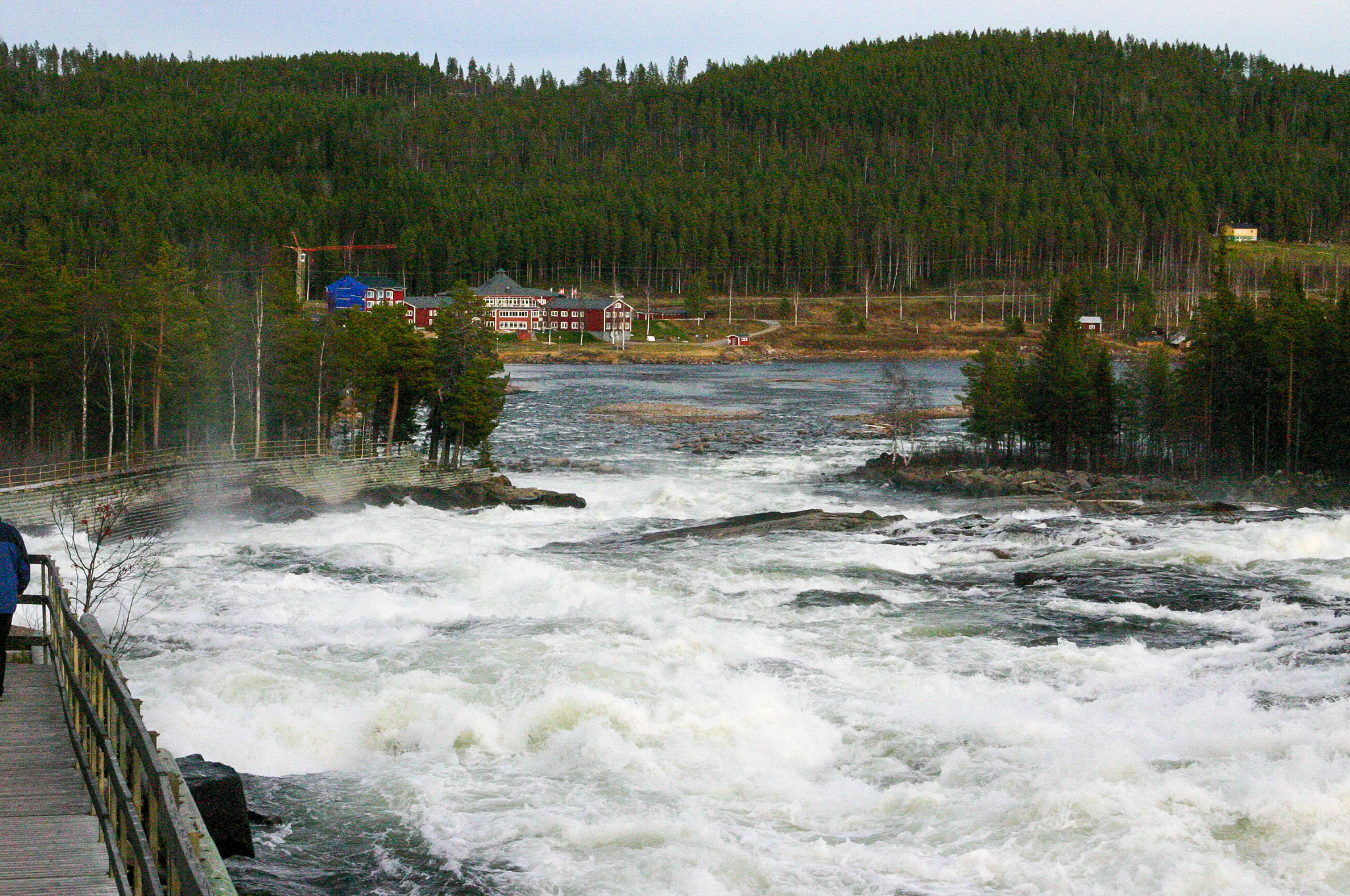
Storforsen
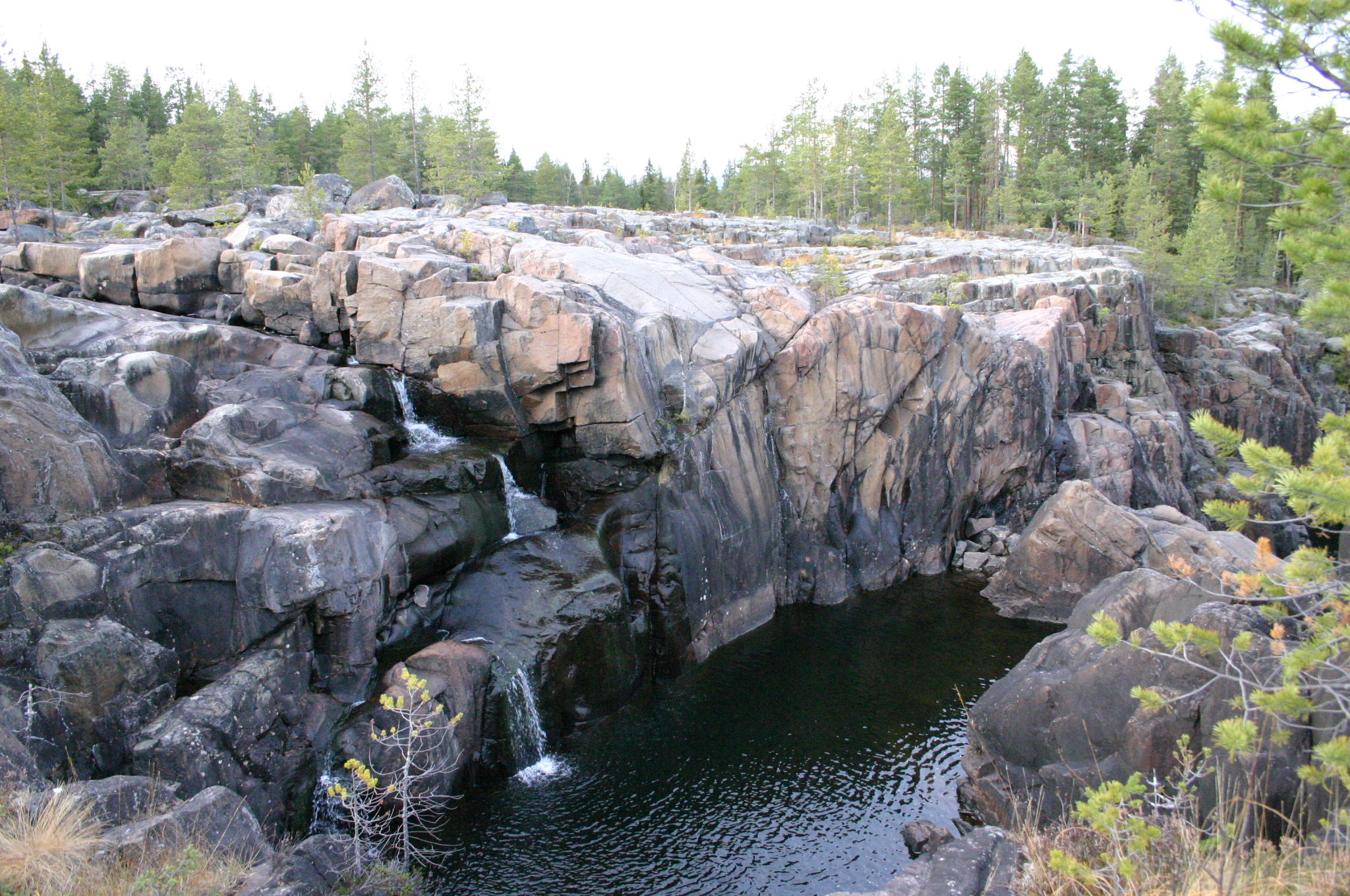
Döda fallet
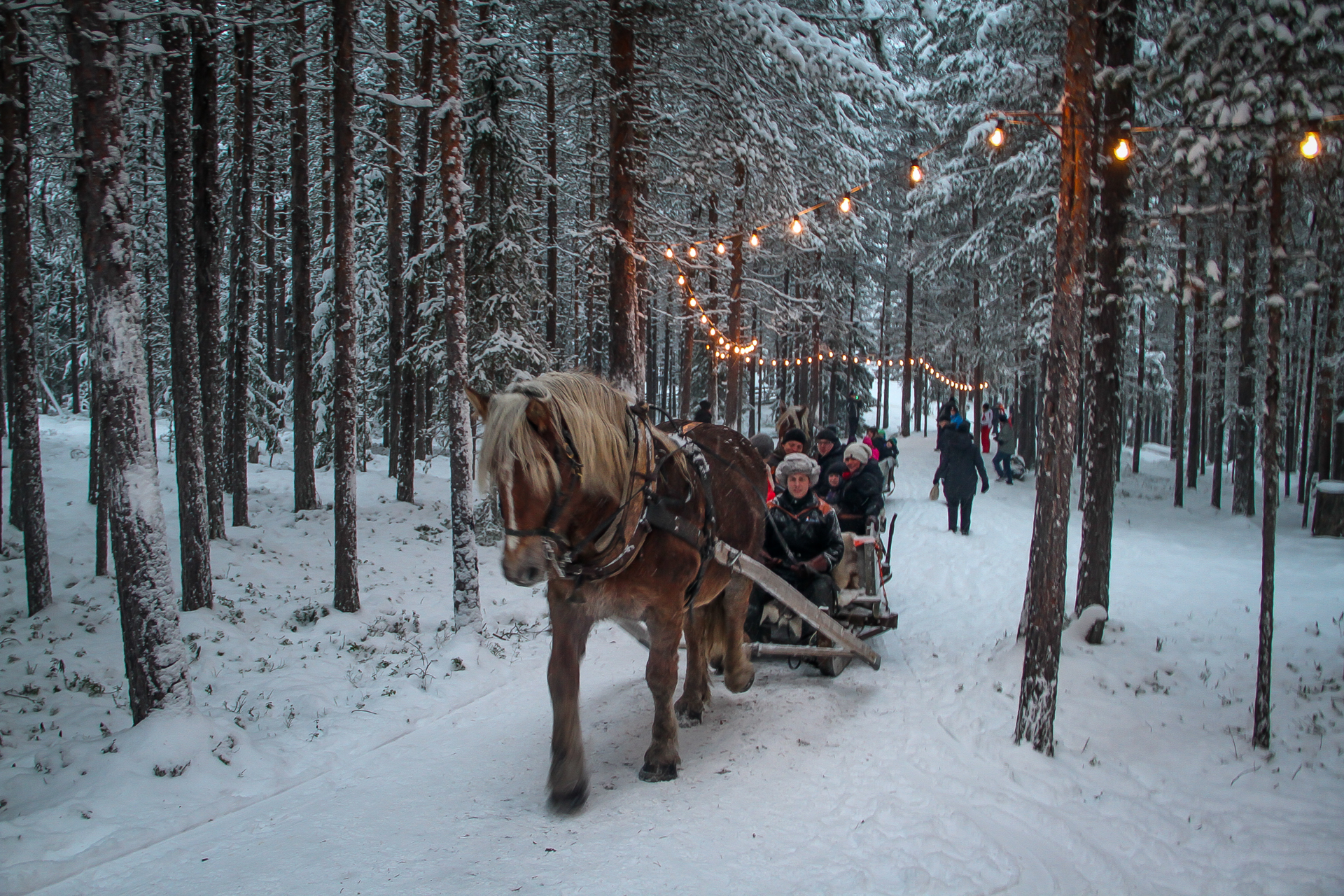
Häst och släde på Storforsens julmarknad i Storforsens naturreservat
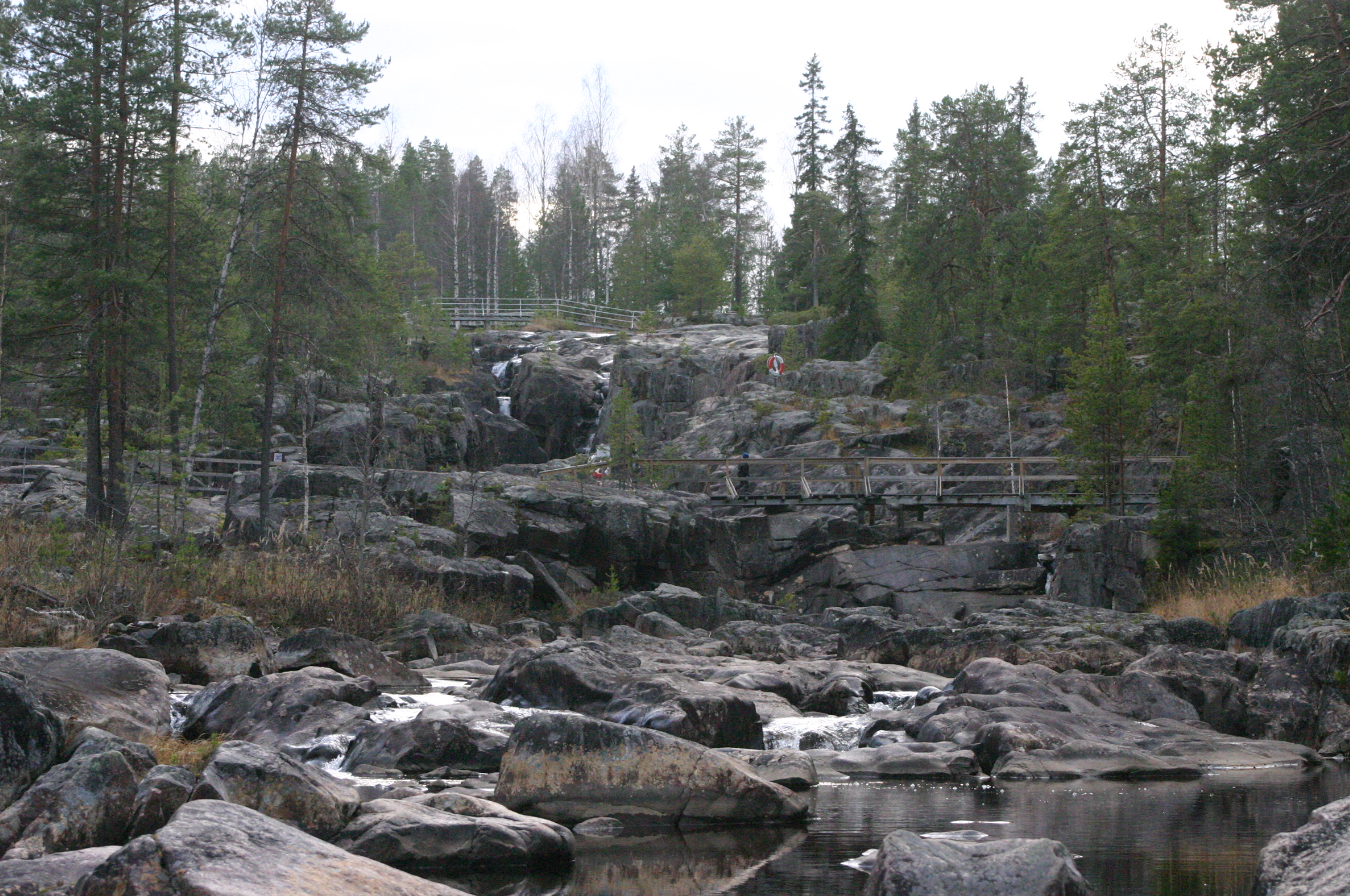
Döda fallet
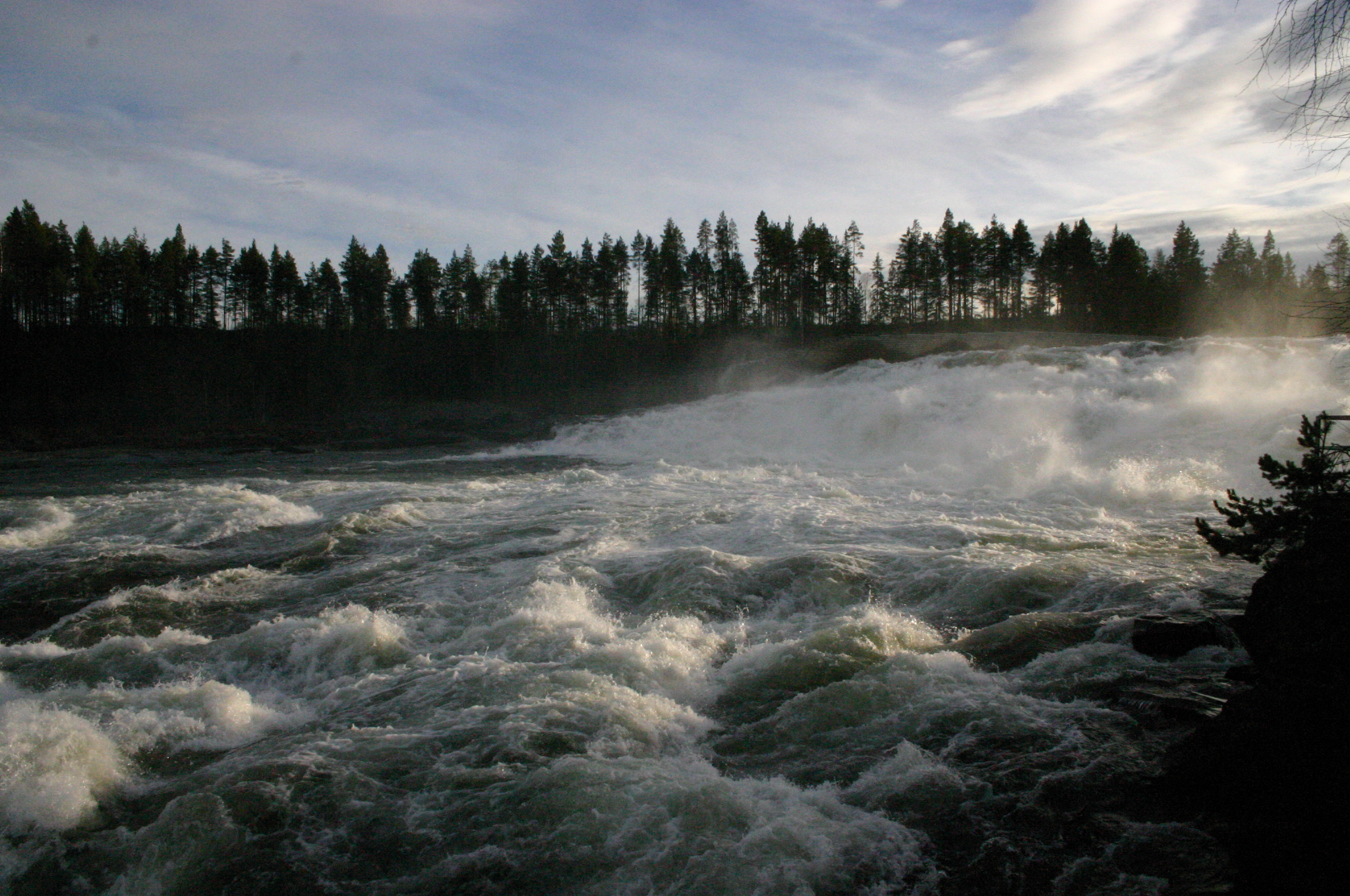
Storforsen
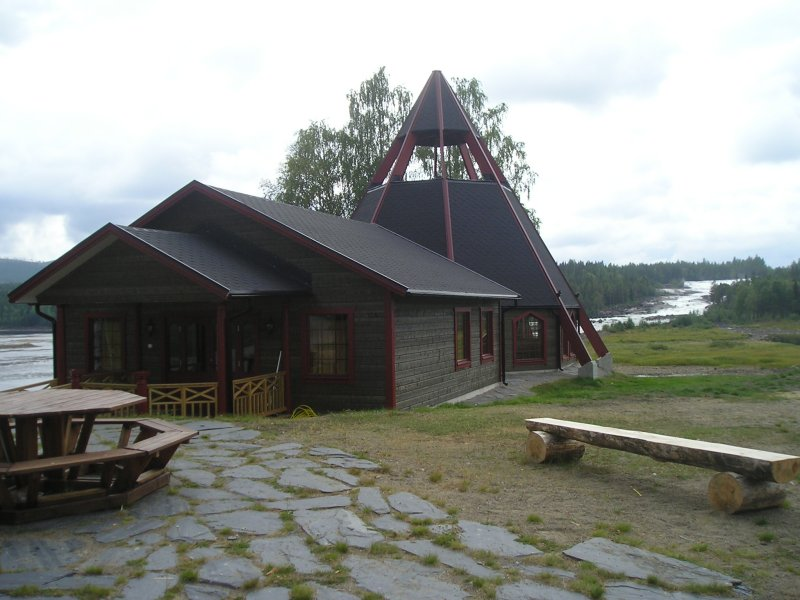
Storforsens kapell
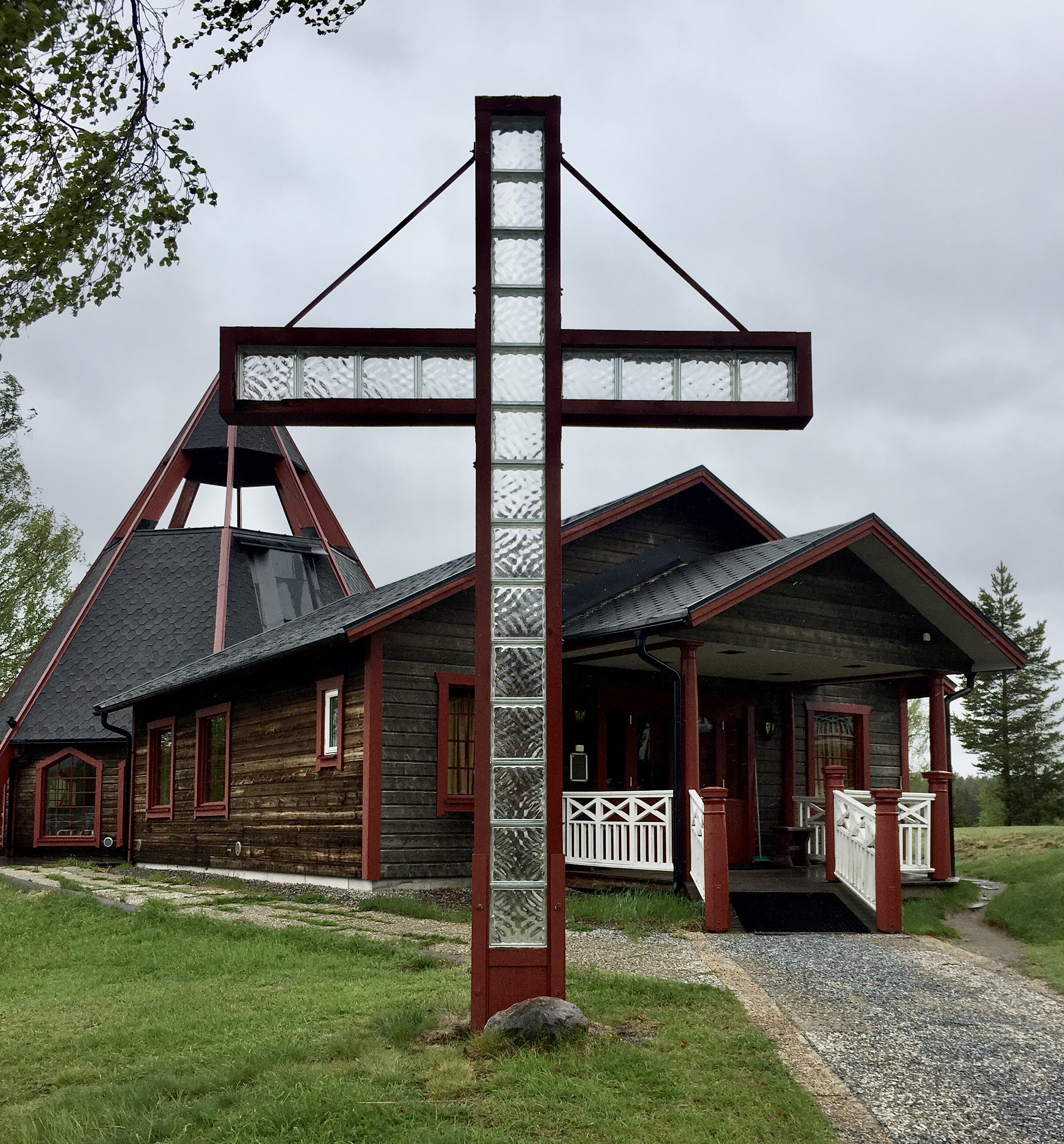
Storforsens kapell